# Yoshiyuki Takanami
Yoshiyuki Takanami –en japonés, 高波 善行, Takanami Yoshiyuki– es un deportista japonés que compitió en judo. Ganó una medalla de bronce en los Juegos Asiáticos de 1990 y una medalla de plata en el Campeonato Asiático de Judo de 1991.

## Palmarés internacional
| Juegos Asiáticos    | Juegos Asiáticos | Juegos Asiáticos  | Juegos Asiáticos |
| Año                 | Lugar            | Medalla           | Categoría        |
| ------------------- | ---------------- | ----------------- | ---------------- |
| 1990                | Pekín (China)    | Medalla de bronce | –78 kg           |
| Campeonato Asiático |                  |                   |                  |
| Año                 | Lugar            | Medalla           | Categoría        |
| 1991                | Osaka (Japón)    | Medalla de plata  | –78 kg           |